# Hương cống
Cống sĩ (chữ Hán: 貢士), còn gọi là Hương cống (鄉貢), là một danh hiệu học vị trong hệ thống khoa cử Nho học truyền thống Đông Á ở Trung Quốc và Việt Nam thời phong kiến. Trong chế độ khoa cử Trung Quốc, chỉ có 2 dạng sĩ tử được phép tham dự các kỳ thi Tiến sĩ. Bên cạnh những sĩ tử xuất thân từ các trường học do triều đình tổ chức được gọi là Sinh đồ (生徒), các sĩ tử không xuất thân từ các trường học do triều đình tổ chức muốn được thi Tiến sĩ phải trải qua các kỳ khảo thí ở địa phương, rồi đến cấp tỉnh. Những sĩ tử vượt qua kỳ thi cấp tỉnh, được công nhận đủ điều kiện thi Tiến sĩ được gọi là Hương cống (鄉貢).
Tại Việt Nam, danh hiệu Hương cống xuất hiện trong hệ thống khoa bảng từ thời nhà Lê. Theo đó, người được gọi là Hương cống phải đỗ đạt tứ trường trong một kỳ khoa thi Hương. Loại học vị này được xác định trong khoa thi Hương: là khoa thi được tổ chức theo lệ thường 3 năm có 1 khoa, nhiều tỉnh thi chung 1 trường, chẳng hạn khoa thi năm 1813 tại trường Quảng Đức có 8 tỉnh chỉ lấy đỗ 9 người. Tùy theo khoa thi, nhưng số lượng lấy đỗ khá ít, đỗ tứ trường gọi là Cống sĩ để bổ nhiệm làm quan, thí sinh xếp thứ nhất trong các Cống sĩ khoa thi Hương gọi là Giải nguyên.
Danh hiệu Hương cống được duy trì đến năm 1828, thời vua Minh Mạng, thì được đổi gọi là Cử nhân (舉人). Đến thời hiện đại, sau khi hệ thống khoa bảng Nho học truyền thống bị bãi bỏ, danh hiệu Cử nhân được dùng để chỉ những người đã lấy được chứng chỉ Diplôme national de licence trong hệ thống giáo dục của Pháp, nên còn gọi là Cử nhân Tây học để phân biệt với Cử nhân Nho học trong hệ thống giáo dục khoa bảng truyền thống.

## Khái lược
Vào đời nhà Hậu Lê mỗi khoa thi Hương có 4 kỳ (xưa gọi là 4 trường) kéo dài khoảng 1 tháng. Nội dung thi cơ bản như sau:
- Kỳ I: Kinh nghĩa, thư nghĩa;
- Kỳ II: chiếu, chế, biểu;
- Kỳ III: thơ phú;
- Kỳ IV: văn sách.

Đỗ cả ba kỳ thì được nhận học vị Tú Tài hay sinh đồ; đỗ cả bốn kỳ được nhận học vị Cử Nhân hay Hương cống.
Hương cống và sinh đồ là tên gọi do vua Lê Thánh Tông đặt năm 1466.

## Một số Cống sĩ
- Đỗ Trọng Vỹ (1829-1899): đỗ Cống sĩ lúc 36 tuổi, làm quan Đốc học, là tác giả Bắc Ninh địa dư chí
- Cao Xuân Dục (1843–1923): đỗ Cống sĩ lúc 34 tuổi, làm quan Phụ chính Đại thần, Học bộ Thượng thư, Đông các điện Đại học sĩ, từng làm Đề điệu (Chánh chủ khảo) khoa thi Hội; là cha của Phó bảng, Thượng thư Cao Xuân Tiếu
- Nguyễn Thiện Thuật (1844-1926): đỗ Cống sĩ lúc 33 tuổi, lãnh tụ khởi nghĩa Cần vương ở Bắc phần Việt Nam thời Pháp thuộc
- Đào Tấn (1845 – 1907): đỗ Cống sĩ lúc 23 tuổi, làm quan đến Công bộ Thượng thư, Hiệp biện Đại học sĩ; là người soạn tuồng và hát bội nổi tiếng
- Hoàng Hữu Xứng (1831 - 1905): đỗ Cống sĩ lúc 22 tuổi làm quan đến chức Tuần phủ Hà Nội sau thăng Hiệp biện Đại học sĩ là cụ nội của Hoàng Kiều (chủ tập đoàn Shanghai RAAS Blood Products).